# Famcucine (equip ciclista)
L'equip Famcucine va ser un italià, de ciclisme en ruta que va competir entre 1979 i 1982.

## Principals resultats
- Milà-Torí: Alfio Vandi (1979)
- Giro de la Romanya: Gianbattista Baronchelli (1979)
- Tirrena-Adriàtica: Francesco Moser (1981)
- Giro d'Úmbria: Francesco Moser (1981)
- Tre Valli Varesine: Gregor Braun (1981)
- Giro de Campània: Leonardo Mazzantini (1981), Francesco Moser (1982)
- Tour del Migdia-Pirineus: Francesco Moser (1982)
- Giro de Toscana: Francesco Moser (1982)

### A les grans voltes
- Giro d'Itàlia
  - 4 participacions (1979, 1980, 1981, 1982)
  - 9 victòries d'etapa:
    - 2 el 1979: Bernt Johansson (2), Roberto Ceruti, Amilcare Sgalbazzi
    - 3 el 1981: Palmiro Masciarelli, Francesco Moser, Claudio Torelli
    - 2 el 1982: Francesco Moser (2)

  - 0 classificacions finals:
  - 1 classificacions secundàries:
    - Classificació per punts: Francesco Moser (1982)

- Tour de França
  - 1 participacions (1979)
  - 0 victòries d'etapa:
  - 0 classificacions finals:
  - 0 classificacions secundàries:

- Volta a Espanya
  - 0 participacions